# 黄色い猫の秘密
『黄色い猫の秘密』（きいろいねこのひみつ、The Yellow Cat Mystery ）は、1952年に刊行されたエラリー・クイーンの推理小説。
エラリー・クイーン・ジュニア名義だが、日本ではエラリー・クイーン名義で翻訳・出版された。

## 物語
冬休みに、エデンボロから友人トミーの引っ越し先であるフロリダのドルフィン海岸に、黒犬チャンプを連れて一人旅をしてきたジュナ少年。
そこで黄色い猫を飼う老婦人と親しくなる。ところが、平和なこの避寒地でまた事件に遭遇する。

## 主な登場人物
- ジュナ - 主人公。エデンボロの村に住む少年。チャンプという名前の犬を飼っている。
- エラリイ - ジュナのおばさん。初老の婦人。ジュナと二人で暮らしている。冬休みは姉の家に行き、ジュナを避寒地への一人旅に送り出した。
- トミー・ウィリアムズ- ジュナの友人。エデンボロに住んでいたが、父ハリーが相続した農園のあるフロリダのドルフィン海岸に引っ越した。
- ハリー・ウィリアムズ- トミーの父。農園主。ジャマイカやメキシコからの季節労働者を雇い、豆を大規模に栽培している。
- ボビー・ヘリック - トミーの友人。
- ブルハム未亡人 - 猫好きのおばあさん。亡くなった夫は歯科医で、夫の死後は歯科設備をみな売却した。
- ハマー医師 - 歯科医。

## 特徴
- 本作では「猫」より「黄色」が事件の鍵となっている。

## 日本語訳書
- 『黄色い猫の秘密』 村岡花子訳、ハヤカワ文庫、1979年 ISBN 4-15-060007-4